# Type 22 (tabacco)
Il Type 22 è una classificazione statunitense per il tabacco prodotto secondo le disposizioni stabilite dal Dipartimento per l'Agricoltura il 7 novembre 1986. Esso viene prodotto essenzialmente nella parte orientale del fiume Tennessee nel Kentucky meridionale e nel Tennessee settentrionale. Gran parte del Type 22 è coltivato nel Tennessee settentrionale, nelle contee di Robertson e Montgomery.
L'essiccazione delle foglie viene fatto a fuoco e questo rappresenta oggi un rischio in quanto molte capanne per questo procedimento vengono colpite da incendi nel corso delle lavorazioni.